# Porites somaliensis
Porites somaliensis là một loài san hô trong họ Poritidae. Loài này được Gravier mô tả khoa học năm 1911.